# Cédric Moubamba
Cédric Moubamba (ur. 14 października 1979 w Libreville) – gaboński piłkarz grający na pozycji pomocnika.

## Kariera klubowa
Karierę piłkarską Moubamba rozpoczął w klubie AS Mangasport. W 1997 roku zadebiutował w jego barwach w pierwszej lidze gabońskiej. W 2000 roku wywalczył z nim mistrzostwo Gabonu, a w 2001 roku odszedł do USM Libreville. W 2002 roku został z nim mistrzem kraju oraz zdobył Coupe du Gabon Interclubs. Z kolei w latach 2004–2008 grał w Sogéi Libreville.
W 2008 roku Moubamba przeszedł do TP Mazembe z Demokratycznej Republiki Konga. W 2009 roku wywalczył z nim mistrzostwo kraju, a w listopadzie wystąpił w finałowych spotkaniach Ligi Mistrzów z nigeryjskim Heartland FC. TP Mazembe przegrało w Nigerii 1:2, a na własnym stadionie zwyciężyło 1:0 i po raz trzeci w swojej historii zdobyło Puchar Mistrzów Afryki.
W 2009 roku Moumbamba odszedł do omańskiego Dhofar Salala. W 2011 roku wrócił do Gabonu i został zawodnikiem US Bitam. W latach 2012–2014 grał w AC Bongoville.

## Kariera reprezentacyjna
W reprezentacji Gabonu Moubamba zadebiutował w 1998 roku. W 2000 roku był rezerwowym drużyny Gabonu w Pucharze Narodów Afryki 2000. W 2010 roku został powołany przez selekcjonera Alaina Giresse’a do kadry na Puchar Narodów Afryki 2010. Tam rozegrał jedno spotkanie: z Kamerunem (1:0).